# اسبوری
اسبوری (به انگلیسی: Asbury) یک شهر در ایالات متحده آمریکا است که در شهرستان جاسپر، میزوری واقع شده‌است. اسبوری ۰٫۹۶ کیلومتر مربع مساحت و ۲۰۷ نفر جمعیت دارد و ۲۷۴ متر بالاتر از سطح دریا واقع شده‌است.